# Bar Brusi
El Bar Brusi fou un bar familiar de cuina casolana situat al carrer Llibreteria 23 de Barcelona, al barri Gòtic, durant 57 anys des de la seva obertura el 1966 fins al seu tancament definitiu el 17 d'abril de 2023.
L'establiment especialitzat en cuina tradicional era un negoci familiar regentat per Montserrat Sabadell, Ramon Sans, i el seu fill Josep Sans. Era reconegut pels seus plats de tripa i pota, botifarra amb xampinyons, truites de patates i truites de carabassó.

## Orígens
La història del bar es remunta al 1956, quan els pares d'en Josep van obrir un bar a la Rambla. Van estar-s'hi deu anys fins que van trobar el local del carrer de la Llibreteria.
El nou local, que es trobava davant d'on des del 1792 es redactava i s'editava el Diario de Barcelona, ja es deia Brusi, en referència al sobrenom d'aquest diari. La publicació, fundada per Pere Pau Husson de Lapazaran, i adquirida per Antoni Brusi i Mirabent després de la Guerra del Francès, va ser regentada per Eulàlia Ferrer i després pel seu fill Antoni Brusi i Ferrer, que va liderar la seva època de més creixement, difusió i influència, acabant per lligar el nom de la família amb el del diari, i casualment, el del bar.
Els nous propietaris del bar van decidir mantenir-ne el nom original en honor al “primer diari més important de cara a la premsa europea”. El Brusi es tracta d'un dels periòdics més antics d'Europa, i el rotatiu català que ha tingut una existència més llarga (1792-2009). A les parets del Brusi es commemmora aquest fet amb la portada del primer número del Diari de Barcelona, l’1 d’octubre de 1792.
El 1975 va guanyar espai adquirint el local del costat, una antiga fàbrica de perfums, on també havia treballat Antoni Brusi Mirabent abans de casar-se amb Eulàlia Ferrer. Des d'aquesta reforma, el local no va canviar més el mobiliari ni la decoració, mantenint una estètica dels 70 característica i apreciada per la clientela fins al seu tancament.

## Reconeixement i llegat
Tot i que la família no va fer-se gaire ressò del tancament fins pocs dies abans i entre els clients habituals, diversos mitjans de comunicació van fer-se eco de la notícia, posant de relleu la clientela fidel, el caràcter familiar i nostrat de l'establiment, i les alabances per la millor tripa de Barcelona.
El Brusi havia guanyat fama entre la comunitat polonesa des de 2013 a través d'un client fidel, Marek Pernal. El cònsol polonès a Barcelona des del 2006 al 2010 va publicar una guia de la ciutat en què elogiava i assenyalava el local per tenir el millor plat de tripa de Barcelona, comparant-lo amb la versió polonesa de la recepta, pikantine flaczki. El resultat d'aquesta ressenya va ser un nou flux de turistes polonesos, i també un retrat del l'excònsol a la paret del local.
| «                                                                                | La propietària, una àvia de cabells blancs, fa la millor tripa de Barcelona, aquesta sopa picant feta amb estómac de vaca. Si vostè diu que ha llegit sobre ella al meu llibre, rebrà sense cap dubte més d’un brillant somriure. | » |
| — Marek Pernal, Barcelona Spacerownik historyczny: Miasto, ludzie, książka, film | |   |

Excepte per aquesta connexió particular amb Polònia, el local era valorat al barri Gòtic com un dels pocs establiments familiars "de tota la vida" que no estaven orientats al turisme, sinó que oferien menjars casolans a preus populars i servien de punt de trobada per la gent del barri. Per aquests motius, i la proximitat a la Plaça Sant Jaume o la Plaça del Rei, a la dècada dels 70 i al llarg de la seva història el Brusi fou l'escenari de reunions clandestines i trobades informals de militants antifranquistes, organitzacions polítiques i agrupacions culturals. Fredi Bentanachs situa en aquest bar els inicis i del que després esdevingué l'organització armada Terra Lliure.
| «                                           | El Brusi representa la Barcelona eterna, catalana, la del barri, la de sempre, l’ànima d’una forma de ser, d’una faisó, d’un tarannà de ciutat, que a poc a poc es volen carregar, l’esforç del negoci familiar, la merceria, la fleca, la farmàcia, la taverna, la lleteria i el Brusi, el bar del vermut de Reus o al Maresme o al Priorat, el vermut del bot a granel, les quatre olives amb patates fregides, el carajillo del matí. El matís del barri, del poble, del país. Tot s'ho volen carregar, miserables xucla-vides, especuladors de vides. I, a poc a poc, si no ens plantem, despertarem en el no-res d’una ciutat morta amb milers de zombis sense somnis, sense res. | » |
| — Fredi Bentanachs, El Brusi (L'Unilateral) | |   |

Malgrat tot, el desembre de 2023 es va saber que el local del carrer de la Llibereteria seria llogat a una cadena italiana de gelateries per obrir el seu segon establiment als voltants de la Plaça Sant Jaume.
Un any després del tancament, es publica que el Museu d'Història de Barcelona reconstruirà el Bar Brusi a les instal·lacions del Museu del Treball a l'antiga Fabra i Coats, obrint al públic una recreació de l'establiment històric amb el mobiliari original dels anys 70.